# Госпожа Тофана
Госпожа́ Тофа́на — общее название для представителей династии средневековых итальянских отравительниц, скорее всего — родом из Палермо. Самая известная из них — Тофания ди Адамо (итал. Teofania d’Adamo), прославилась изготовлением ядовитой «воды», которой дала своё имя.

## Представительницы династии

### Туфания
Династия отравительниц начинается с Туфании, родом, видимо, из Палермо. О ней сохранилось очень мало сведений. Считается, что она держала косметическую лавку, где среди прочего продавалась пудра на мышьяковой основе. Особо догадливые покупатели, растворив пудру в воде могли получить смертельный яд, тем более, что мышьяк — «наследственный порошок» — в Италии был хорошо знаком. Возможно, промышляла колдовством. Вице-король Фернандо Афан де Рибера отправил её на костер.

### Теофания ди Адамо (время деятельности: ок. 1653 — ок. 1719)
Самая известная представительница династии. Сведения о ней во многом противоречивы, однако все источники сходятся в том, что она впервые изготовила знаменитую «аква Тофану» — яд без вкуса и запаха, сделавший её знаменитой.
По одной из существующих версий, в 1659 году Рим захлестнула волна отравлений, причем жертвами неизменно становились мужчины — возлюбленные или мужья неких дам. Папа Александр VII приказал начать расследование и вскоре инквизиция вышла на след некоей Джеронимы Спера, гадалки, промышлявшей среди прочего торговлей приворотными зельями и ядом. Под пыткой Спера назвала имя своей матери Теофании ди Адамо.
По другой версии, отравительница жила в Неаполе, и практически легально продавала за большие деньги пузырьки с прозрачной жидкостью, называемой «манна Святого Николая Барийского» или «неаполитанская вода». Изображение святого было и на самой бутылочке, что довольно долго сбивало с толку сыщиков, заставляя думать, что речь идёт о некой реликвии. Однако же, лейб-медик Карла VI Австрийского, исследовав жидкость, нашёл в ней мышьяк.
Ещё некоторое время казалось, что Тофане удастся избежать наказания, так как у неё было достаточно влиятельных покровителей, но вмешался папа и участь отравительницы была решена. Тофане в последнюю минуту удалось скрыться в монастыре в Палермо, дававшем право убежища. Аббат и епископ отказались её выдать, так как отношения между светской и духовной властями в тот момент были достаточно враждебны. Однако, возмущение против отравительницы было столь велико, что монастырь был взят в осаду, и в конечном итоге Тофана оказалась в руках правосудия.
Под пыткой она якобы призналась в 600 отравлениях, назвав среди своих жертв герцога Анжуйского и папу Климента XIV. В 1719 году Тофана была казнена, вместе с ней окончила жизнь на эшафоте её дочь Джеронима Спера и ещё 3 женщины, помогавших в её ремесле. Тело казнённой было заброшено в монастырь, где она ранее скрывалась. Ещё 12 женщин-убийц были приговорены к пожизненному заключению.

### Джулия Тофана
Джулия Тофана (Giulia Tofana), дочь Теофании. Жила в Риме во времена папы Александра VII и продолжала заниматься семейным ремеслом. Осуждена инквизиционным судом, казнена на римской площади Цветов в 1659 году.

## Aqua Tofana
Аква-тофана (в переводе с итал.  «вода Тофаны») представляла собой бесцветную жидкость, лишённую вкуса и запаха, не терявшую своих ядовитых свойств ни в горячей, ни в холодной пище. Рецепт аква-тофаны никогда не был до конца раскрыт — точнее, известны все (или почти все) ингредиенты, но не дозы и не «технология» производства — и то, и другое Тофана держала в строгом секрете. Считается, что в основе яда лежал водный раствор мышьяковой кислоты и вытяжка белладонны.
Уникальность яда состояла в том, что отравленный слабел постепенно. Вначале появлялась сильная жажда, затем рези в желудке, слабость, наконец паралич и смерть — иными словами, смерть от отравления по своим клиническим признакам почти совпадала с течением обычного заболевания — например, брюшного тифа, при тогдашнем состоянии медицины распознать отравление было почти невозможно. Это непросто было бы сделать даже в наши дни и потому достаточно много преступников ломали голову над тем, чтобы воспроизвести рецепт Тофании. Сведений о том, что это кому-то удалось, нет.

## Интересные факты
Аква тофане приписывал свою болезнь Моцарт. Вероятно, с этого момента появляется устойчивый слух, что великий композитор был отравлен. В нынешнее время исследователи склоняются к мысли, что причиной смерти Моцарта был острый ревматизм.

## В литературе

### Госпожа Тофана в культуре
В романе Михаила Булгакова «Мастер и Маргарита» госпожа Тофана появляется среди гостей Воланда на балу. В булгаковском архиве сохранились выписки из энциклопедии Брокгауза и Ефрона, ссылающиеся на Теофанию ди Адамо, изготовительницу знаменитого яда. Отмечается, что убийца призналась, когда её подвергли пытке «испанским сапогом» (эта деталь тоже отражена в романе). По версии БСЭ, Теофанию задушили тюремщики. Однако делается оговорка, что по другой версии её приговорили к пожизненному заключению и находились свидетели ещё в 1730 году, видевшие её в тюрьме (сейчас предлагается иное — см. раздел о Теофании ди Адамо). Но, так как на бал сатаны приглашались по первоначальной версии лишь казнённые, Булгаков остановился на первом варианте.
Анри де Кок в своём произведении «Последние из Валуа» изобразил Елену Тофану одной из штатных отравительниц Екатерины Медичи.